# N.K. Jemisin
Nora Keita Jemisin (født 19. september 1972) er en amerikansk science fiction- og fantasyforfatter, bedre kendt som NK Jemisin. Hendes fiktion omfatter en bred vifte af temaer, især kulturel konflikt og undertrykkelse.  Hendes debutroman, The Hundred Thousand Kingdoms, og de efterfølgende bøger i hendes Inheritance-trilogi blev meget kritikerrost. Hun har vundet flere priser for sit arbejde, herunder Locus Award. De tre bøger i hendes Broken Earth-serie gjorde hende til den første forfatter, der vandt science fiction-prisen Hugo Award for bedste roman i tre på hinanden følgende år, såvel som den første, der vandt for alle tre romaner i en trilogi. Hun vandt en fjerde Hugo Award, for bedste novelle, i 2020 for Emergency Skin. Jemisin modtog MacArthur Fellows Program Genius Grant i 2020.

## Baggrund
Jemisin blev født i Iowa City og voksede op i New York City og Mobile, Alabama. Jemisin gik på Tulane University fra 1990 til 1994, hvor hun tog en bachelorgrad i psykologi. Hun fortsatte med at studere rådgivning og opnåede en Master of Education fra University of Maryland. Hun boede i Massachusetts i ti år og flyttede derefter til New York City. Hun arbejdede som rådgivende psykolog og karriererådgiver, før hun begyndte at skrive på fuld tid.
Jemisin bor og arbejder i Brooklyn, New York. Hun er kusine til stand-up-komikeren og tv-værten W. Kamau Bell.

## Forfatterkarriere
Jemisin er uddannet fra skriveværkstedet Viable Paradise i 2002 og har udgivet noveller og romaner. Hun var medlem af forfattergruppen BRAWLers i Boston-området og fra 2010 medlem af Altered Fluid, en spekulativ fiktionskritikgruppe. I 2009 og 2010 var Jemisins novelle " Non-Zero Probabilities " finalist ved uddelingen af Nebula- og Hugo-Best Short Story-priserne.
Jemisins debutroman The Hundred Thousand Kingdoms (det første bind i hendes Inheritance-trilogi) blev udgivet i 2010. Den blev nomineret til Nebula Award 2010 og til James Tiptree Jr. Award.  I 2011 blev den nomineret til Hugo Award, World Fantasy Award, og Locus Award og vandt 2011 Locus Award for bedste debutroman. Den blev efterfulgt af yderligere to romaner i samme trilogi, The Broken Kingdoms i 2010 og The Kingdom of Gods i 2011.
Jemisins roman The Fifth Season blev udgivet i 2015, den første i Broken Earth-trilogien. The Fifth Season vandt Hugo-prisen for bedste roman, hvilket gør Jemisin til den første afroamerikanske forfatter, der vandt en Hugo-pris i den kategori. Efterfølgerne i trilogien, The Obelisk Gate og The Stone Sky, vandt Hugo-prisen for bedste roman i henholdsvis 2017 og 2018, hvilket gør Jemisin til den første forfatter, der vandt Hugo-prisen for bedste roman i tre på hinanden følgende år, samt den første til at vinde for alle tre romaner i en trilogi.
Sammen med Mac Walters var Jemisin medforfatter til bogen Mass Effect: Andromeda Initiation fra 2017, den anden i en bogserie baseret på videospillet Mass Effect: Andromeda. Jemisin udgav en novellesamling, How Long 'til Black Future Month? i november 2018. Den indeholder historier skrevet fra 2004 til 2017 og fire nye værker. Far Sector, en tegneserie med 12 numre i begrænset serie skrevet af Jemisin med kunst af Jamal Campbell, begyndte at blive udgivet fra 2019. Den blev nomineret til "2021 Eisner Award for Best Limited Series".
Jemisins urban fantasy-roman The City We Became blev udgivet i marts 2020. I oktober 2020 blev Jemisin annonceret som modtager af MacArthur Fellows Program Genius Grant. I juni 2021 vandt Sonys TriStar Pictures rettighederne til at tilpasse The Broken Earth-trilogien for et syvcifret dollarbeløb, hvor Jemisin selv tilpassede romanerne til skærmen. I 2021 optrådte hun i Time's årlige liste over de 100 mest indflydelsesrige mennesker i verden. The World We Make, en efterfølger til Jemisins roman fra 2020, udkom i november 2022.

## Priser og hædersbevisninger
| W | Vundet |  | N | Nomineret |

### Romaner
I 2022 udnævnte Kirkus Reviews The World We Make til en af årets bedste science fiction- og fantasybøger.
| Book / Awards                        | Hugo | Locus | Nebula | World Fantasy | Ref.          |
| ------------------------------------ | ---- | ----- | ------ | ------------- | ------------- |
| The Hundred Thousand Kingdoms (2010) | N    | W     | N      | N             | [ 26 ]        |
| The Kingdom of Gods (2011)           | –    | N     | N      | –             | [ 26 ]        |
| The Killing Moon (2012)              | –    | N     | N      | N             | [ 26 ]        |
| The Fifth Season (2015)              | W    | N     | N      | N             | [ 27 ] [ 28 ] |
| The Obelisk Gate (2016)              | W    | N     | N      | N             | [ 18 ] [ 29 ] |
| The Stone Sky (2017)                 | W    | W     | W      | –             | [ 19 ] [ 26 ] |
| The City We Became (2020)            | N    | W     | N      | –             | [ 26 ]        |

Jemisin er den første forfatter til at vinde tre på hinanden følgende Hugo-priser for bedste roman, såvel som den første til at vinde for alle romaner i en trilogi. Hun har desuden modtaget følgende priser:
- The Hundred Thousand Kingdoms (2010) vandt Sense of Gender Award og blev nomineret til Crawford Award,[31] Gemmell Award for Bedste Fantasy Newcomer, Prix Imaginales for bedste udenlandske roman og Tiptree Award for bedste roman.[26]
- The Broken Kingdoms (2010) og The Shadowed Sun (2012) vandt begge Romantic Times Reviewers' Choice Award for bedste fantasyroman.
- The City We Became (2020) vandt BSFA-prisen for bedste roman.[32]

### Kortfiktion
| Work / Awards                            | Hugo | Locus | Nebula |
| ---------------------------------------- | ---- | ----- | ------ |
| Non-Zero Probabilities (2009)            | N    | –     | N      |
| The City Born Great (2016)               | N    | N     | –      |
| How Long 'til Black Future Month? (2018) | –    | W     | –      |
| Emergency Skin (2019)                    | W    | N     | –      |

- Novellen "Cloud Dragon Skies" (2005) blev nomineret til Carl Brandon Society's Parallax Award.[26]
- Samlingen How Long 'til Black Future Month? (2018) vandt American Library Association's Alex Award[33] og blev nomineret til World Fantasy Award for bedste samling.[26]

## Udgivne romaner

### Inheritance-trilogien
- The Hundred Thousand Kingdoms (2010)
- The Broken Kingdoms (2010)
- The Kingdom of Gods (2011) [34]

En kortroman med titlen The Awakened Kingdom, der udspiller sig som en efterfølger til Inheritance Trilogy, blev udgivet sammen med en omnibus af trilogien den 9. december 2014.
En triptykon med titlen Shades in Shadow blev udgivet den 28. juli 2015. Den indeholdt tre noveller, inklusive en prequel til trilogien.

### Dreamblood-duologien
- The Killing Moon (2012) [37]
- The Shadowed Sun (2012) [38]

### Broken Earth-serien
- The Fifth Season (2015)
- The Obelisk Gate (2016) [27]
- The Stone Sky (2017)

### Mass Effect: Andromeda
- Mass Effect: Andromeda Initiation (med Mac Walters, 2017) [20]

### Great Cities-serien
- The City We Became (2020)
- The World We Make (2022)

Novellen The City Born Great, udgivet i 2016, er forløberen for serien.